# ロバート・ゼメキス
ロバート・リー・ゼメキス（Robert Lee Zemeckis、1952年5月14日 - ） は、アメリカの映画監督、脚本家。1985年、『バック・トゥ・ザ・フューチャー』のヒットで監督として名をあげ、1994年の『フォレスト・ガンプ/一期一会』では、アカデミー作品賞・監督賞を受賞した。
2000年公開の『キャスト・アウェイ』以降、実写作品からは遠ざかり、3D:CGアニメーション映画に力を注いできたが、『フライト』で13年ぶりに実写作品に復帰した。

## 来歴
イリノイ州・シカゴ出身。高校時代から8mmで映画を撮り始める。イリノイ大学から南カリフォルニア大学（USC）に編入し、1973年に卒業した。

### 学生時代
学生時代に監督した『Field of Honor』が学生アカデミー賞を受賞し、スティーヴン・スピルバーグから注目される。その後、大学の先輩であったジョン・ミリアスの仲介もあり、スピルバーグ監督作品の『1941』の脚本を、大学の同級生ボブ・ゲイルと共に執筆した。

### 監督デビュー
1978年に『抱きしめたい』で監督デビューを果たすが、興行的成功には至らなかった。その後、ゲイルと共にタイムトラベルをテーマとしたSF映画『バック・トゥ・ザ・フューチャー』を構想するが、監督二作目となる『ユーズド・カー』も興行的に失敗したことから暗礁に乗り上げていた。

### 『バック・トゥ・ザ・フューチャー』シリーズでの記録的成功
しかし、1984年公開の監督作品『ロマンシング・ストーン 秘宝の谷』が興行的に成功を収めたことによってハリウッドの製作会社から注目されるようになり、遂に『バック・トゥ・ザ・フューチャー』の製作に漕ぎつける。スピルバーグを製作総指揮に迎えた本作は、公開された1985年の全世界興行収入ランキングで一位になるという記録的ヒットとなった上にシリーズ化もされ、映画史に残る作品となった。また、本作でゲイルと共にアカデミー脚本賞にもノミネートされた。

### メジャー監督として
1988年に公開された『ロジャーラビット』では、『レインマン』に次ぐ全世界での年間興行成績を記録し、アカデミー賞でも技術部門で多数の賞を獲得した。1994年の『フォレスト・ガンプ/一期一会』では、アカデミー監督賞を受賞し、作品も作品賞を含む6部門に輝いた。しかし、2000年の『キャスト・アウェイ』を最後に実写映画の監督から暫く遠ざかっていた。

### 実写映画への復帰
2012年、『フライト』で実写映画の監督に復帰する。

## 作風
何気ないシーンにCGやVFXを駆使する事の多い監督であり、『バック・トゥ・ザ・フューチャー PART2』での未来のマーティー一家のシーンや『フォレスト・ガンプ/一期一会』でのジョン・F・ケネディやジョン・レノンらとの共演シーン等、観客がそれと気付かないようなシーンで視覚効果を施している。
一方で、「映画は劇場で公開されたものが完全なもので、過去の作品を最新のVFXで修正したり、シーンを追加する修正を施すことは全く理解できない」としており、自身の作品は公開後、一切手を加えていない。
また、『ロジャー・ラビット』のようにトゥーンキャラと、現実の登場人物の両方が違和感なく存在する世界観を構築するなど、常に自作に最新の映像テクニックを組み入れようとする姿勢で、VFXファンの高い支持を得ている。近年では3DCGの可能性を追求しており、『ポーラー・エクスプレス』や『ベオウルフ/呪われし勇者』といった近作にその傾向が見られる。
1984年の『ロマンシング・ストーン 秘宝の谷』以降、監督する全ての劇場公開作品の音楽を、アラン・シルヴェストリが担当している。

## 作品

### 主な監督作品
| 年   | 題名                                                           | 役割             | 備考                    |
| ---- | -------------------------------------------------------------- | ---------------- | ----------------------- |
| 1978 | 抱きしめたい I Wanna Hold Your Hand                            | 監督・脚本       |                         |
| 1980 | ユーズド・カー Used Cars                                       | 監督・脚本       |                         |
| 1984 | ロマンシング・ストーン 秘宝の谷 Romancing the Stone            | 監督             |                         |
| 1985 | バック・トゥ・ザ・フューチャー Back to the Future              | 監督・脚本       |                         |
| 1986 | 世にも不思議なアメージング・ストーリー Amazing Stories         | 監督             |                         |
| 1988 | ロジャー・ラビット Who Framed Roger Rabbit                     | 監督             |                         |
| 1989 | バック・トゥ・ザ・フューチャー PART2 Back to the Future Part Ⅱ | 監督・脚本       |                         |
| 1990 | バック・トゥ・ザ・フューチャー PART3 Back to the Future Part Ⅲ | 監督・脚本       |                         |
| 1991 | ハリウッド・ナイトメア Tales from the Crypt                    | 監督・製作総指揮 |                         |
| 1992 | 永遠に美しく… Death Becomes Her                                | 監督・製作       |                         |
| 1994 | フォレスト・ガンプ/一期一会 Forrest Gump                       | 監督             |                         |
| 1997 | コンタクト Contact                                             | 監督・製作       |                         |
| 2000 | ホワット・ライズ・ビニース What Lies Beneath                   | 監督・製作       |                         |
| 2000 | キャスト・アウェイ Cast Away                                   | 監督・製作       |                         |
| 2004 | ポーラー・エクスプレス The Polar Express                       | 監督・脚本・製作 | 3D:CGアニメーション映画 |
| 2007 | ベオウルフ/呪われし勇者 Beowulf                                | 監督・製作       | 3D:CGアニメーション映画 |
| 2009 | Disney's クリスマス・キャロル A Christmas Carol                | 監督・脚本・製作 | 3D:CGアニメーション映画 |
| 2012 | フライト Flight                                                | 監督・製作       |                         |
| 2015 | ザ・ウォーク The Walk                                          | 監督・脚本・製作 |                         |
| 2016 | マリアンヌ Allied                                              | 監督・製作       |                         |
| 2018 | マーウェン Welcome to Marwen                                   | 監督・脚本・製作 |                         |
| 2020 | 魔女がいっぱい The Witches                                     | 監督・脚本・製作 |                         |
| 2022 | ピノキオ Pinocchio                                             | 監督・脚本       |                         |
| 2025 | HERE 時を越えて Here                                           | 監督             |                         |
| TBA  | Ares                                                           | 監督             |                         |

### その他
- 事件記者コルチャック Kolchak: The Night Stalker（1974年） - 原案
- 1941 1941（1979年） - 原案・脚本
- トレスパス Trespass（1992年） - 脚本・製作総指揮
- パブリック・アイ The Public Eye（1992年） - 製作
- さまよう魂たち The Frighteners（1996年） - 製作総指揮
- ボーデロ・オブ・ブラッド/血まみれの売春宿 Tales from the Crypt Presents: Bordello of Blood （1996年）- 原案・製作総指揮
- TATARI タタリ House on Haunted Hill（1999年）
- 13ゴースト Thir13en Ghosts（2001年）
- ゴーストシップ Ghost Ship（2002年）
- マッチスティック・メン Matchstick Men（2003年）
- ゴシカ Gothika（2003年）
- 蝋人形の館 House of Wax（2005年）
- モンスター・ハウス Monster House（2006年）
- ラスト・ホリデイ Last Holiday（2006年）
- リーピング The Reaping（2007年）
- 少年マイロの火星冒険記3D Mars Needs Moms（2011年）
- リアル・スティール Real Steel（2011年）
- MANIFEST/マニフェスト MANIFEST（2018年）テレビシリーズ
- プロジェクト・ブルーブック (テレビ番組) Project Blue Book（2019年） - 製作総指揮
- What/If 選択の連鎖 What/If（2019年）テレビシリーズ